# Nizozemska nogometna reprezentacija
Nizozemska nogometna reprezentacija predstavlja Nizozemsku na nogometnim natjecanjima. Osvojila je Europsko prvenstvo 1988. i bila je dva puta za redom u finalu svjetskog prvenstva (1974. i 1978.). Na vrhuncu uspjeha, pri kraju 1970-ih nazvali su ih Clockwork Orange zbog izvrsnih dodavanja.
Nizozemska se na SP-u prvi put pojavila 1934., a nakon što se ponovo vratila 1938. ušla je u nogometnu "divljinu". Za vrijeme 1970-ih izmislila je totalni nogomet. Predvođeni Ajaxom iz Amsterdama i nacionalnim igračima Johanom Cruijffom i Rinusom Michelsom uspjeli su postići uspjeh od dva uzastopna finala svjetskog prvenstva. Momčad se još ojačala nakon osvojenog EURO-a 1988., došli su u polufinale EURO-a 1992, 2000. i 2004., a na SP-u 1998. bili su četvrti.
U studenom 2019. godine je Nizozemska s gostujućim remijem protiv Sjeverne Irske, po prvi puta nakon šest godina osigurala nastup na nekom velikom natjecanju s plasmanom na Europsko prvenstvo u 2020. godini. Nizozemska je završila kvalifikacije na drugom mjestu u skupini C iza Njemačke.

## Trenutačni sastav
Nizozemski izbornik objavio je konačni popis igrača za Svjetsko prvenstvo 2022. 11. studenog 2022.
Nastupi i golovi zadnji put su ažurirani 25. rujna 2022. nakon utakmice protiv Belgije.
| 0#0 | Poz. | Igrač                     | Datum rođenja (dob) | Nastupi | Golovi | Klub              |
| --- | ---- | ------------------------- | ------------------- | ------- | ------ | ----------------- |
| 1   | G    | Remko Pasveer             | 8. studenoga 1983.  | 2       | 0      | Ajax              |
| 2   | B    | Jurriën Timber            | 17. lipnja 2001.    | 10      | 0      | Ajax              |
| 3   | B    | Matthijs de Ligt          | 12. kolovoza 1999.  | 38      | 2      | Bayern München    |
| 4   | B    | Virgil van Dijk (kapetan) | 8. srpnja 1991.     | 49      | 6      | Liverpool         |
| 5   | B    | Nathan Aké                | 18. veljače 1995.   | 29      | 3      | Manchester City   |
| 6   | B    | Stefan de Vrij            | 5. veljače 1992.    | 59      | 3      | Internazionale    |
| 7   | N    | Steven Bergwijn           | 8. listopada 1997.  | 24      | 7      | Ajax              |
| 8   | N    | Cody Gakpo                | 7. svibnja 1999.    | 9       | 3      | PSV Eindhoven     |
| 9   | N    | Luuk de Jong              | 27. kolovoza 1990.  | 38      | 8      | PSV Eindhoven     |
| 10  | N    | Memphis Depay             | 13. veljače 1994.   | 81      | 42     | Barcelona         |
| 11  | V    | Steven Berghuis           | 19. prosinca 1991.  | 39      | 2      | Ajax              |
| 12  | N    | Noa Lang                  | 17. lipnja 1999.    | 5       | 1      | Club Brugge       |
| 13  | G    | Justin Bijlow             | 22. siječnja 1998.  | 6       | 0      | Feyenoord         |
| 14  | V    | Davy Klaassen             | 21. veljače 1993.   | 35      | 9      | Ajax              |
| 15  | V    | Marten de Roon            | 29. ožujka 1991.    | 30      | 0      | Atalanta          |
| 16  | B    | Tyrell Malacia            | 17. kolovoza 1999.  | 6       | 0      | Manchester United |
| 17  | B    | Daley Blind               | 9. ožujka 1990.     | 94      | 2      | Ajax              |
| 18  | N    | Vincent Janssen           | 15. lipnja 1994.    | 20      | 7      | Antwerp           |
| 19  | N    | Wout Weghorst             | 7. kolovoza 1992.   | 15      | 3      | Beşiktaş          |
| 20  | V    | Teun Koopmeiners          | 28. veljače 1998.   | 10      | 1      | Atalanta          |
| 21  | V    | Frenkie de Jong           | 12. svibnja 1997.   | 45      | 1      | Barcelona         |
| 22  | B    | Denzel Dumfries           | 18. travnja 1996.   | 37      | 5      | Internazionale    |
| 23  | G    | Andries Noppert           | 7. travnja 1994.    | 0       | 0      | Heerenveen        |
| 24  | V    | Kenneth Taylor            | 16. svibnja 2002.   | 2       | 0      | Ajax              |
| 25  | V    | Xavi Simons               | 21. travnja 2003.   | 0       | 0      | PSV Eindhoven     |
| 26  | B    | Jeremie Frimpong          | 10. prosinca 2000.  | 0       | 0      | Bayer Leverkusen  |

## Statistike
| Broj | Igrač                    | Godine        | Nastupi | Golovi |
| ---- | ------------------------ | ------------- | ------- | ------ |
| 1    | Wesley Sneijder          | 2003. – 2018. | 134     | 31     |
| 2    | Edwin van der Sar        | 1995. – 2008. | 130     | 0      |
| 3    | Frank de Boer            | 1990. – 2004. | 112     | 13     |
| 4    | Rafael van der Vaart     | 2001. – 2013. | 109     | 25     |
| 5    | Giovanni van Bronckhorst | 1996. – 2010. | 106     | 6      |
| 6    | Dirk Kuijt               | 2004. – 2014. | 104     | 24     |
| 7    | Robin van Persie         | 2005. – 2017. | 102     | 50     |
| 8    | Phillip Cocu             | 1996. – 2006. | 101     | 10     |
| 9    | Arjen Robben             | 2003. – 2017. | 96      | 37     |
| 010  | Clarence Seedorf         | 1994. – 2008. | 87      | 11     |
| 010  | John Heitinga            | 2004. – 2013. | 87      | 7      |

| Broj | Igrač                | Godine        | Golovi | Nastupi |
| ---- | -------------------- | ------------- | ------ | ------- |
| 1    | Robin van Persie     | 2005. – 2017. | 50     | 102     |
| 2    | Klaas-Jan Huntelaar* | 2006. – 2015. | 42     | 76      |
| 3    | Patrick Kluivert     | 1994. – 2004. | 40     | 79      |
| 04   | Dennis Bergkamp      | 1990. – 2000. | 37     | 79      |
| 04   | Arjen Robben         | 2003. – 2017. | 37     | 96      |
| 06   | Faas Wilkes          | 1946. – 1961. | 35     | 38      |
| 06   | Ruud van Nistelrooij | 1998. – 2011. | 35     | 70      |
| 08   | Abe Lenstra          | 1940. – 1959. | 33     | 47      |
| 08   | Johan Cruijff        | 1966. – 1977. | 33     | 48      |
| 10   | Wesley Sneijder      | 2003. – 2018. | 31     | 134     |

## Uspjesi na velikim natjecanjima
| Prvenstvo                    | Rezultat              |
| ---------------------------- | --------------------- |
| Urugvaj 1930.                | Nije sudjelovala      |
| Italija 1934.                | Grupna faza           |
| Francuska 1938.              | Grupna faza           |
| Brazil 1950.                 | Nije sudjelovala      |
| Švicarska 1954.              | Nije sudjelovala      |
| Švedska 1958.                | Nije se kvalificirala |
| Čile 1962.                   | Nije se kvalificirala |
| Engleska 1966.               | Nije se kvalificirala |
| Meksiko 1970.                | Nije se kvalificirala |
| SR Njemačka 1974.            | 0000Drugo mjesto      |
| Argentina 1978.              | 0000Drugo mjesto      |
| Španjolska 1982.             | Nije se kvalificirala |
| Meksiko 1986.                | Nije se kvalificirala |
| Italija 1990.                | Osmina završnice      |
| SAD 1994.                    | Četvrtzavršnica       |
| Francuska 1998.              | 0000Četvrto mjesto    |
| Južna Koreja i Japan 2002.   | Nije se kvalificirala |
| Njemačka 2006.               | Osmina završnice      |
| Južnoafrička Republika 2010. | 0000Drugo mjesto      |
| Brazil 2014.                 | 0000Treće mjesto      |
| Rusija 2018.                 | Nije se kvalificirala |
| Katar 2022.                  | Četvrtzavršnica       |

| Prvenstvo                  | Rezultat              |
| -------------------------- | --------------------- |
| Francuska 1960.            | Nije sudjelovala      |
| Španjolska 1964.           | Nije se kvalificirala |
| Italija 1968.              | Nije se kvalificirala |
| Belgija 1972.              | Nije se kvalificirala |
| Jugoslavija 1976.          | 0000Treće mjesto      |
| Italija 1980.              | Grupna faza           |
| Francuska 1984.            | Nije se kvalificirala |
| SR Njemačka 1988.          | 0000000Prvaci         |
| Švedska 1992.              | 0000Polufinale        |
| Engleska 1996.             | Četvrtzavršnica       |
| Belgija i Nizozemska 2000. | 0000Polufinale        |
| Portugal 2004.             | 0000Polufinale        |
| Austrija i Švicarska 2008. | Grupna faza           |
| Poljska i Ukrajina 2012.   | Četvrtzavršnica       |
| Francuska 2016.            | Nije se kvalificirala |
| Europa 2020.               | Osmina završnice      |
| Njemačka 2024.             | Polufinale            |

## Poznati igrači
| - Berry van Aerle - Bep Bakhuys - Marco van Basten - Dennis Bergkamp - Jan van Beveren - Danny Blind - Frank de Boer - Ronald de Boer - Jan Boskamp - John Bosman - Ernie Brandts - Hans van Breukelen - Johan Cruijff - Edgar Davids - René van der Gijp - Ruud Gullit - Arie Haan - Willem van Hanegem |  | - Joop Hiele - Hugo Hovenkamp - Barry Hulshof - Wim Jansen - Jan Jongbloed - Wim Jonk - Piet Keizer - René van de Kerkhof - Willy van de Kerkhof - Wim Kieft - Kees Kist - Patrick Kluivert - Ronald Koeman - Kees van Kooten - Michel van de Korput - Ruud Krol - Willy van der Kuijlen - Tscheu La Ling |  | - Abe Lenstra - Roy Makaay - Stanley Menzo - John Metgod - Arnold Mühren - Dick Nanninga - Johan Neeskens - Arthur Numan - Marc Overmars - Rob Rensenbrink - Johnny Rep - Frank Rijkaard - Bryan Roy - Edwin van der Sar - John van 't Schip - Piet Schrijvers - Clarence Seedorf - Sonny Silooy |  | - Ronald Spelbos - Jaap Stam - Huub Stevens - Wim Suurbier - Simon Tahamata - Adri van Tiggelen - Stan Valckx - Gerald Vanenburg - Leen Vente - Peter van Vossen - Bennie Wijnstekers - Piet Wildschut - Faas Wilkes - Aron Winter - Richard Witschge - Rob Witschge - John de Wolf - Jan Wouters |

## Vanjske poveznice
- Službena stranica (nizoz.)
- RSSSF archive of results 1908-[neaktivna poveznica]
- RSSSF archive of most capped players and highest goalscorers
- RSSSF archive of coaches
- Netherlands National Football Team History
- Story of Holland at the 1974 World Cup  Arhivirana inačica izvorne stranice od 8. studenoga 2005. (Wayback Machine)
- Story of Holland at the 1978 World Cup
- Holland: "The unbearable Lightness of being Oranje..."  Arhivirana inačica izvorne stranice od 14. lipnja 2006. (Wayback Machine)
- Coca-Cola Cans set of Netherlands World Cup France 1998 National Football Team